# Podhradský tunel
Podhradský tunel je železniční tunel na katastrálním území Obrvaň města Ledeč nad Sázavou na úseku regionální železniční trati 212 Čerčany – Světlá nad Sázavou mezi zastávkou Chřenovice-Podhradí a stanicí Ledeč nad Sázavou v km 29,081–29,332.

## Historie
Železniční trať vybudovala v letech 1902–1903 česká firma Osvald Životský z Prahy. Povolení k výstavbě bylo vydáno v roce 1901 a další dílčí v roce 1902. Provoz byl zahájen 23. září 1903. Na trati bylo postaveno osm tunelů. Podhradský tunel je nejdelší z nich.

## Popis
Trať je vedena údolím řeky Sázavy v náročném členitém terénu. Jednokolejný tunel se nachází na trati Čerčany – Světlá nad Sázavou. Byl postaven v oblouku o poloměru 200 m v úseku mezi zastávkou Chřenovice-Podhradí a stanicí Ledeč nad Sázavou ve skalnatém ostrohu, který obtéká řeka Sázava, leží v nadmořské výšce 365 m a měří 251 m. Byl vyražen v metamorfované hornině tvořené silimanit-biotickou rulou. Výška nadloží dosahuje až 43 m. Tunel je vyzděn lomovým kamenem (šedá rula) na cementovou maltu v 22 pásech včetně obou portálů. Ve vzdálenosti asi 50 m od sebe se nacházejí čtyři páry záchranných výklenků. V ose tunelu je odvodňovací stoka.
V roce 2020 a následně 2021 je tunel opravován. Bude provedeno nové ostění v místech, kde nebylo (dva úseky 20 m a 38 m) a stávající bude sanováno, dále bude provedena rekonstrukce kolejí a sanace zdi portálů a křídel.
Data tunelu
- Délka: 251 m
- Výška: 5,65 m
- Šířka: ~ 53,50 m
- Profil ostění: cca 37 m²
- Poloměr oblouku: 200 m
- Sklonové poměry: vjezd 40 m stoupání 7 ‰, rovná část 192 m, pak 19 m klesání 6 ‰